# Franz Meingaßner
Franz Meingaßner (* 1955 in Ried i.I.), aufgewachsen in Tumeltsham, ist ein österreichischer Lehrer, Musiker, Komponist, Volksmusikforscher und Mundartautor. 

## Leben
Franz Meingaßner absolvierte die Pädagogische Akademie der Diözese in Linz, wurde Hauptschullehrer an der Brucknerschule in Ried im Innkreis. Der vielseitige Musikant lernte Klarinette, später auch Hackbrett, Gitarre, Bassgeige und Flügelhorn. Er musiziert bei zahlreichen verschiedenen Volksmusikgruppen, wie etwa der Auhäusler Musi, Bratl-in-der-Rein-3xaung, Saitenmusi und Klarinettenmusi.
Weiters ist Meingaßner auch in der Volksmusik-Feldforschung tätig und hat zahlreiche großteils vergessene Volksmusikstücke, Gstanzln und Wirtshauslieder im oö. Wirtshausliederbuch aufgeschrieben und Notenhefte herausgegeben.
Als Mitglied des Stelzhamerbundes schreibt er v. a. Geschichten in Innviertler Mundart und organisiert die Mostkellergeschichten beim Pauscher Lois in Meggenbach (Weibern).
Franz Meingaßner ist verheiratet und Vater zweier erwachsener Töchter, Karin und Anna. Er lebt seit seiner Pensionierung mit seiner Frau in Weibern.

## Auszeichnungen
- Titel Konsulent der oö. Landesregierung für Volksbildung und Heimatpflege
- Hans-Samhaber-Plakette (2016)
- Ehrenzeichen in Bronze des Stelzhamerbundes

## Werke
- Autor mehrere Notenhefte, hrsg. vom OÖ. Volksliedwerk.
- Wirtshausliederbuch, 1997